# Розендал (Немачка)
Розендал (њем. Rosendahl) општина је у њемачкој савезној држави Северна Рајна-Вестфалија. Једно је од 11 општинских средишта округа Коесфелд. Према процјени из 2010. у општини је живјело 10.914 становника. Посједује регионалну шифру (AGS) 5558040, NUTS (DEA35) и LOCODE (DE OSD) код.

## Географски и демографски подаци
Розендал се налази у савезној држави Северна Рајна-Вестфалија у округу Коесфелд. Општина се налази на надморској висини од 95 метара. Површина општине износи 94,2 km². У самом мјесту је, према процјени из 2010. године, живјело 10.914 становника. Просјечна густина становништва износи 116 становника/km².

## Међународна сарадња
| Мјесто | Држава    | Врста сарадње | Од    |
| ------ | --------- | ------------- | ----- |
|        | Француска | партнерство   | 1970. |
| Извор  |           |               |       |